# 389-та піхотна дивізія (Третій Рейх)
389-та піхотна дивізія (Третій Рейх) (нім. 389. Infanterie-Division) — піхотна дивізія Вермахту за часів Другої світової війни. Сформована у січні 1942 року. У травні 1942 року під час кривавої другої битви за Харків брала участь у відбитті потужного наступу Червоної армії. Внаслідок успішних дій вермахту в Харківському «мішку» було знищене велике угруповання радянських військ, що налічувало до 240 тис. осіб, понад 2 тис. танків і близько 1,3 тис. артилерійських гармат.
28 червня 1942 року 389-та піхотна дивізія взяла участь у переможному просуванні 6-ї армії генерала Фрідріха Паулюса на Сталінград: дивізія билася поблизу Вовчанська та Калача-на-Дону, радянські оборонні рубежі на річці Дон та її притоці річці Чир були прорвані у високому наступальному темпі. Підрозділи дивізії вели кровопролитні бої на північних підступах до Сталінграда. У жовтні дивізія у взаємодії з 305-ю піхотною дивізією стали першим ешелоном наступального угруповання вермахту, що прорвалися до Сталінградського тракторного заводу та опанували його велику частину. Вуличні бої та невдалі спроби опанувати північні передмістя Спартановка та Ринок продовжувались безперервно.
11 листопада 1942 року частини 389-ї піхотної дивізії, незважаючи на колосальні втрати в живій силі, що сягали 70 %, взяли участь в операції «Губертус» — операції інженерних підрозділів з підриву та зносу багатьох будинків, де радянські війська влаштували опорні пункти та вузли опору й тримали оборону. У січні 1943 року дивізія розгромлена в Сталінградській битві. Згодом відтворена вдруге й знову знищена в боях із радянськими військами взимку 1944 року в Черкаському котлі. Втретє сформована й остаточно знищена в березні 1945 року в боях на Гельській косі у Західній Пруссії.

## Історія

### 1-ше формування
389-та піхотна дивізія сформована 25 вересня 1942 року на навчальному центрі Міловіце (нім. Truppenübungsplatz Milovice) на території протекторату Богемії та Моравії у XII військовому окрузі під час 18-ї хвилі мобілізації вермахту.

Карта боїв під Орловкою

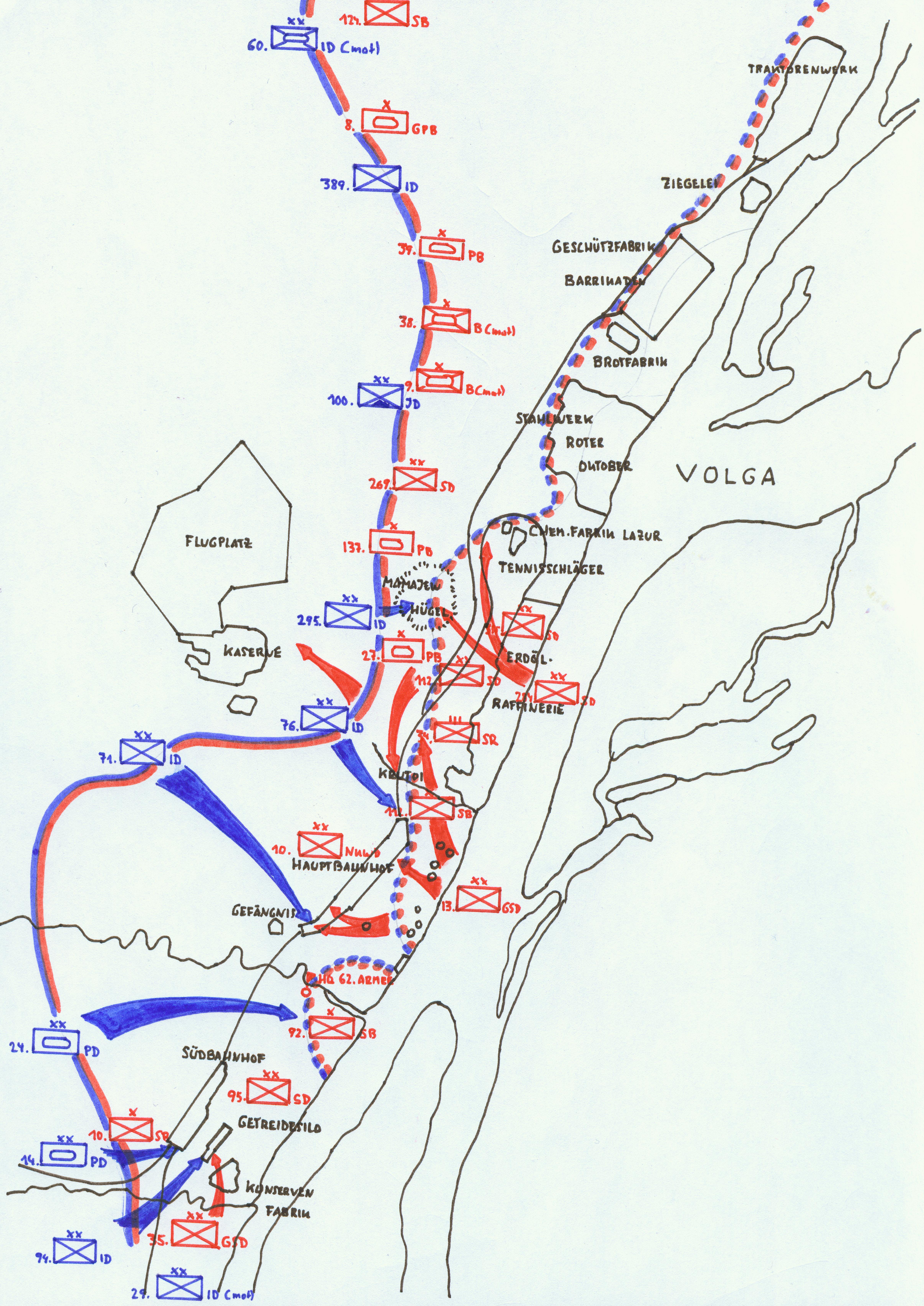
Карта боїв у вересні 1942 року

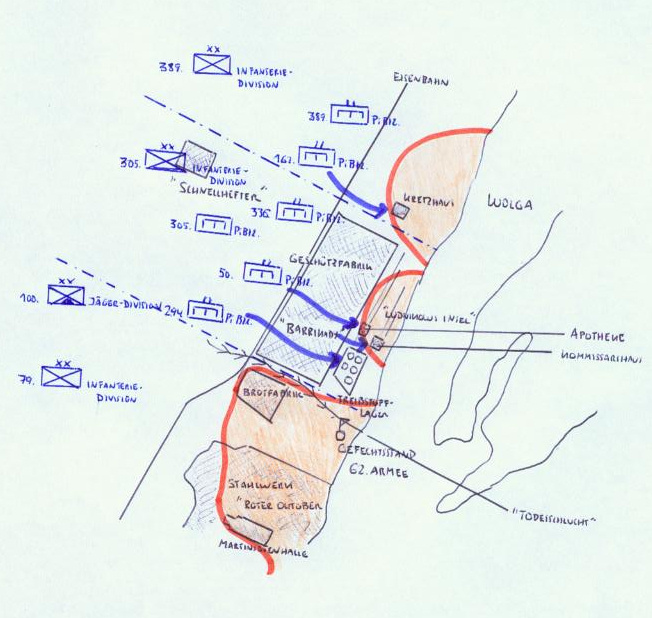
Карта боїв у ході операції «Губертус»

Формування з'єднання здійснювалося в авральному темпі через надзвичайно високі втрати німецьких сухопутних військ у зимовому контрнаступі Червоної армії. Зіткнувшись із ризиком катастрофічного стану з комплектуванням частини, що зазнали втрат, німецьке командування вжило надзвичайні заходи і поспіхом організувало 18-ту хвилю мобілізації шляхом набору та підготовки нових піхотних дивізій у рамках програми кодів, названої «Рейнгольд» («Рейнське золото»).
389-та піхотна дивізія була однією з цих нових формувань «Рейнгольда» і формувалася на навчальному центрі Міловіце, поблизу Праги з військовозобов'язаних з трьох різних військових округів Гессена та Франконії: 9-го (резерви з Касселя), 12-го (резерви з Вісбадена) та 13-го військових округів (резерви з Нюрнберга). Основним призначенням дивізії було, відповідно до визначення «Sturm- und Stoß» (штурм та натиск), прорив оборонних рубежів та позицій противника і просування у високому темпі вглиб його оборони. Підготовка особового складу, кістяк становили ветерани попередніх кампаній вермахту, зокрема в Польщі та на Західному фронті, здійснювалась у жорсткому режимі, шляхом інтенсивних тренувань та польових навчань.

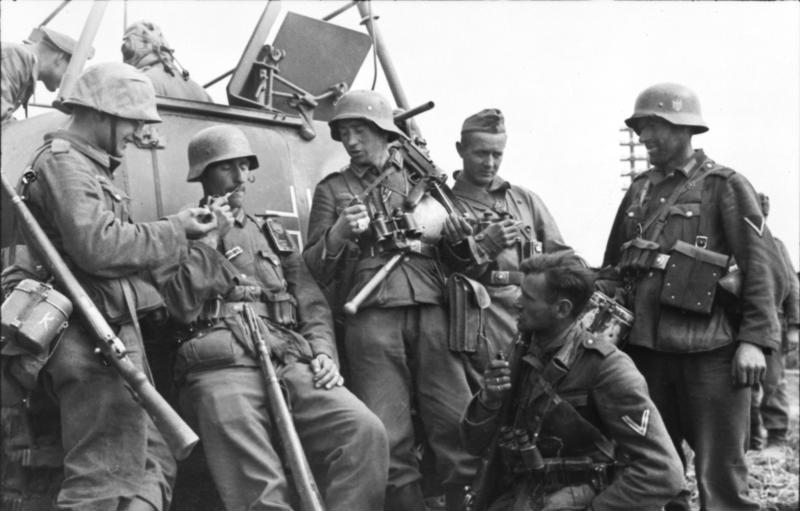
Німецькі солдати під час боїв під Сталінградом

Після швидкого формування нової 389-ї дивізії, її першим командиром став генерал-майор Ервін Єнеке. У травні 1942 року з'єднання перекинули до південного сектору Східного фронту і було передано до армійської групи генерала фон Клейста (Група армій «Південь»), яка займалася підготовкою за планом операції «Блау» — нового генерального наступу військ вермахту в напрямку Волги та Кавказу.
Однак, у перший бій підрозділи 389-ї піхотної дивізії вступили ще до настання німецького наступу. У травні 1942 року під час кривавої другої битви за Харків, щоб відбити небезпечний радянський наступ, німецьке командування застосувало частину своїх резервів, у тому числі 389-ту дивізію. Відбивши потужний наступ Червоної армії, німецькі війська завдали силами 6-ї армії завдали контрудар східніше від Харкова і, розвиваючи успіх у глибину, з'єдналися з 1-ю танковою армією генерала Е. фон Клейста. У Харківському «котлі» опинилося велике угруповання радянських військ, що налічувало до 240 тис. осіб, понад 2 тис. танків і близько 1,3 тис. артилерійських гармат. До початку червня 1942 року оточене угруповання було знищене.
28 червня 1942 року розпочалась операція «Блау». 389-та піхотна дивізія взяла участь у спочатку переможному просуванні 6-ї армії генерала Фрідріха Паулюса у напрямку Сталінграда: дивізія билася поблизу Вовчанська та Калача-на-Дону, радянські оборонні рубежі на річці Дон та її притоці річці Чир були досягнуті і пройдені у високому наступальному темпі.
8 вересня 1942 року 389-та дивізія вийшла на підступи до Сталінграда, розвиваючи наступ у районі Гумрак та робітниче селище «Красний Октябрь» особливо запеклі бойові дії точилися поблизу так званого «татарського вала». З другої половини вересня передові підрозділи дивізії вели кровопролитні бої на північних підступах до міста, бої відбувалися за Городище, Орловку. За станом на 14 жовтня дивізія у взаємодії з 305-ю піхотною дивізією стали першим ешелоном наступального угруповання генерала Ф.Паулюса, що намагалися прорватись до Сталінградського тракторного заводу. Після виснажливих зіткнень і важких втрат в ближньому бою підрозділам 389-ї дивізії вдалося прорватись у середину спустошених механічних майстерень. До 16 жовтня 1942 року створена бойова група Єнеке опанувала великою частиною тракторного заводу. Вуличні бої та невдалі спроби опанувати північні передмістя Спартановка та Ринок продовжувались безперервно.
За жовтень 1942 року 389-та піхотна дивізія (разом з 79-ю, 94-ю, 305-ю та 100-ю) стала однією з п'яти «сталінградських» дивізій, що зазнала втрату 75 % особового складу (загалом до 12 000 загиблими й зниклими безвісти).
На початку листопада 1942 року після короткого перепочинку бойові дії в місті Сталінград відновилися з особливою жорстокістю. 11 листопада 1942 року частини 389-ї піхотної дивізії, незважаючи на колосальні втрати в живій силі, взяли участь в операції «Губертус» — операції інженерних підрозділів з підриву та зносу багатьох будинків, де радянські війська влаштували опорні пункти та вузли опору й тримали оборону. Операція тривала протягом кількох днів та закінчилась зі скромними тактичними результатами і новими втратами.
19 листопада 1942 року Червона армія розпочала загальний стратегічний наступ за планом операції «Уран». Напередодні операції 389-та піхотна дивізія у складі LI армійського корпусу генерал-лейтенанта В. фон Зейдліц-Курцбаха перебувала на позиціях у районі руїн великих заводів. Після кровопролитних боїв у жовтні і листопаді її сили були майже повністю зношені й вести наступальні дії вона була не спроможна. Згідно з німецькими документами, на 12 листопада 1942 року дивізія складалася з шести батальйонів, чотири з них слабких і тільки два вважалися більш-менш боєздатними. В строю лишалося 7540 солдатів, з яких тільки 4021 боєць був здатний до бойових дій.
Виснажені та позбавлені можливостей поповнити боєприпаси, продовольство, й особливо отримати поповнення в живій силі, підрозділи 389-ї дивізії утримували оборону, доки операція радянських військ не закінчилася повним успіхом і кільце оточення не замкнулося. В «котел» потрапила уся 6-та армія, у тому числі LI корпус, включаючи 389-му дивізію. У довгих і виснажливих боях в облозі «Фортеці Сталінград», дивізія під командуванням генерала Еріха Магнуса (після призначення генерала Е.Єнеке командиром IV армійського корпусу), стояла на позиціях, влаштованих у руїнах великих заводів; й одночасно піддавалася постійним локальним атакам радянських військ. Дивізія була в змозі утримувати контроль над цим районом і менше за інші німецькі частини потерпала в боях взимку 1942—1943 років.
Проте, поступово ситуація ставала дедалі складнішою. 10 січня 1943 року війська Донського фронту генерал-полковника Рокосовського К. К. розпочали операцію «Кільце». Після розбиття по частинах у двох окремих «котлах», залишки 389-ї піхотної дивізії були приєднані до 24-ї танкової дивізії під командуванням генерал-лейтенанта А.фон Ленскі. Рештки німецьких підрозділів 11-го армійського корпусу генерала К. Штрекера, що опинилися у так званому «північному котлі», протистояли до 2 лютого 1943 року, перш ніж їх змусили здатися.

### 2-ге формування
З пропагандистською метою за ініціативою Гітлера, 17 лютого 1943 року у Франції почалося відновлення з'єднань німецьких сухопутних військ, знищених у Сталінграді. Створення 389-ї піхотної дивізії 2-го формування здійснювалось на основі невеликої групи тих вояків, що вижили в бою і були евакуйовані або перебували у відпустці на момент капітуляції її основного складу в оточенні. Процес комплектування та підготовки тривав на території Нижньої Нормандії в районі Баллеруа, Вілле-Бокаж, Комон-л'Еванте, Сен-Мартен-де-Безас, Оне-сюр-Одон. Після декількох місяців реорганізації, у жовтні 1943 року нову частину було передано назад на Східний фронт.
389-та піхотна дивізія увійшла до складу 43-го танкового корпусу 8-ї армії, якої вів важкі бої, намагаючись стримати просування Червоної армії до Дніпра. Потужний радянський наступ продовжувався протягом декількох тижнів, і німецькі війська, у тому числі 389-та дивізія знову зазнала важких втрат, не будучи в змозі запобігти просуванню противника та форсуванню Дніпра радянськими військами.
У січні 1944 року Червона армія розпочала новий наступ. 389-та піхотна дивізія зазнала удару одночасно шести стрілецьких дивізій (31-ша, 375-та, 69-та гвардійська сд 4-ї гвардійської армії й 25-та і 66-та гвардійські сд, 1-ша гвардійська пдд 53-ї армії) та її південний фланг незабаром розвалився. О 14 годині 25 січня 1944 року в бій були введені 20-й і 29-й танкові корпуси 5-ї гвардійської танкової армії, які до кінця дня просунулися на 18-20 км, вийшовши до Капітанівці і Тишківці. У наслідок глибокого прориву радянських військ, 389-та піхотна дивізія були заблокована, і невдовзі разом з п'ятьма іншими німецькими дивізіями, опинилася в котлі під Корсунню.
Протягом декількох днів оточені німецькі війська протистояли спробам радянських військ їх знищити. XI корпус у складі 57-ї, 72-ї та 389-ї дивізій, який утримував виступ котла в районі Городища, з 2 по 5 лютого піддався сильним атакам дивізій 4-ї гвардійської армії, які, однак, практично не мали успіху. 9 лютого командувач німецькими військами, що виявились в оточенні, генерал артилерії В. Штеммерман наказав тимчасово розформувати 389-ту дивізію, чия бойова чисельність впала до 200 осіб піхоти і 3 артилерійських батарей, а її залишки включити в 57-ту дивізію.

### 3-те формування
16 березня 1944 року на навчальному центрі Міловіце почалося третє формування 389-ї дивізії на основі рештки військ та командного складу дивізій, що були відведені після битви у Черкаському котлі, а також підрозділів дивізії-тіні «Миловіц».
Наприкінці квітня 1944 року знов створена 389-та дивізія була передислокована на північний фланг німецько-радянського фронту. Спочатку її зосередили в районі Полоцьк-Тофелі. Згодом ввели до складу сил X армійського корпусу генерала від інфантерії Т.-Е. фон Вікеде 16-ї армії групи армій «Північ».
Дивізія брала участь в оборонних боях під Альбрехтово, Дагдою, Рундани, Андрупене, Лазарева. Літом 1944 року, під тиском радянських військ, що наступали, 389-та дивізія відходила територією Латвії через Лівани, Гостіні, Одзіена, Кокнесе на захід Латвійської РСР. У вересні 1944 року війська 1-го та 2-го Прибалтійських фронтів розпочали чергову стратегічну наступальну операцію на балтійському напрямку. Підрозділи 389-ї дивізії у складі 43-го армійського корпусу билися в Ризькій операції, вели бойові дії під Крапе, Огре, Сірмеле, Зварде, поступово відступаючи до Курляндії, де головні сили німецької групи армій «Північ» були притиснути до Балтійського моря військами Червоної армії.
Після декількох місяців боїв на Курляндському півострові, 389-ту піхотну дивізію відвели до Лієпаї, звідкіля морським залишки з'єднання транспортом перекинули до Східної Пруссії. У лютому-березні 1945 року рештки дивізії остаточно знищені радянськими військами на Гельській косі у Західній Пруссії.

## Райони бойових дій

### 1-ше формування
- Протекторат Богемії та Моравії (лютий — травень 1942);
- СРСР (південний напрямок) (травень — жовтень 1942);
- СРСР (Сталінград) (жовтень 1942 — січень 1943);

### 2-ге формування
- Франція (квітень — жовтень 1943);
- СРСР (південний напрямок) (жовтень 1943 — червень 1944);
- СРСР (центральний напрямок) (червень — серпень 1944);

### 3-тє формування
- СРСР (північний напрямок) (серпень — жовтень 1944);
- Курляндський мішок (жовтень — грудень 1944);
- Західна Пруссія (грудень 1944 — березень 1945).

## Командування

### 1-ше формування
- Генерал-лейтенант Ервін Єнеке (1 лютого — 1 листопада 1942);
- Генерал-майор Еріх Магнус (нім. Erich Magnus) (1 листопада 1942 — 31 січня 1943);

### 2-ге формування
- Генерал-майор Ервін Герлах (нім. Erwin Gerlach) (1 квітня — 30 листопада 1943);
- Генерал-майор Пауль Герберт Форстер (нім. Paul Herbert Forster) (30 листопада 1943 — 1 квітня 1944);
- Генерал-лейтенант Вальтер Гам (нім. Walter Hahm) (1 квітня — 30 вересня 1944);
- Генерал-лейтенант Фріц Беккер (30 вересня 1944 — 26 березня 1945).

### Підпорядкованість
| Час              | Корпус         | Армія                      | Група армій (округ)   | Штаб               |
| ---------------- | -------------- | -------------------------- | --------------------- | ------------------ |
| 1942             |                |                            |                       |                    |
| лютий            | формування     | формування                 | формування            | Миловіц            |
| травень          | Резерв армії   | Армійська група фон Клейст | Група армій «Південь» | Харків             |
| червень          | Резерв армії   | 6-та армія                 | Група армій «Південь» | Харків             |
| липень           | VIII ак        | 6-та армія                 | Група армій «Південь» | закрут Дону        |
| липень           | XVII ак        | 6-та армія                 | Група армій «B»       | закрут Дону        |
| серпень          | XI ак          | 6-та армія                 | Група армій «B»       | закрут Дону        |
| вересень         | VIII ак        | 6-та армія                 | Група армій «B»       | Сталінград         |
| жовтень          | LI ак          | 6-та армія                 | Група армій «B»       | Сталінград         |
| грудень          | LI ак          | 6-та армія                 | Група армій «Дон»     | Сталінград         |
| 1943             |                |                            |                       |                    |
| січень           | LI ак          | 6-та армія                 | Група армій «Дон»     | Сталінград         |
| Друге формування |                |                            |                       |                    |
| 1943             |                |                            |                       |                    |
| квітень          | формування     | 7-ма армія                 | Група армій «D»       | Бретань            |
| жовтень          | XXXXVII тк     | 8-ма армія                 | Група армій «Південь» | Дніпро             |
| 1944             |                |                            |                       |                    |
| січень           | XI ак          | 8-ма армія                 |                       | Черкаси            |
| Третє формування |                |                            |                       |                    |
| 1944             |                |                            |                       |                    |
| березень         | формування     | 8-ма армія                 | Група армій «Південь» | Західна Угорщина   |
| квітень          | XXII гк        |                            | Група армій «Південь» | Західна Угорщина   |
| травень          | передислокація | передислокація             | передислокація        | Угорщина           |
| червень          | X ак           | 16-та армія                | Група армій «Північ»  | Полоцьк            |
| липень           | I ак           | 16-та армія                | Група армій «Північ»  | Латвія             |
| серпень          | XXXXIII ак     | 16-та армія                | Група армій «Північ»  | Латвія             |
| жовтень          | 6-й корпус СС  | 16-та армія                | Група армій «Північ»  | Латвія             |
| листопад         | L ак           | Армійська група «Клеффель» | Група армій «Північ»  | Курляндський мішок |
| грудень          | L ак           | 16-та армія                | Група армій «Північ»  | Курляндський мішок |
| 1945             |                |                            |                       |                    |
| січень           | L ак           | 16-та армія                | Група армій «Північ»  | Курляндський мішок |
| лютий            | VII тк         | 2-га армія                 | Група армій «Вісла»   | Західна Пруссія    |
| березень         | XXXXVI тк      | 2-га армія                 | Група армій «Вісла»   | Данциг             |

### Склад
| 1942                                   | 1943                                  | 1944                                  |
| -------------------------------------- | ------------------------------------- | ------------------------------------- |
| 544-й піхотний полк                    | 544-й гренадерський полк              | 544-й гренадерський полк              |
| 545-й піхотний полк                    | 545-й гренадерський полк              | 545-й гренадерський полк              |
| 546-й піхотний полк                    | 546-й гренадерський полк              | 546-й гренадерський полк              |
| 389-й артилерійський полк              |                                       |                                       |
| 389-й розвідувальний батальйон         |                                       |                                       |
| 389-й інженерний батальйон             |                                       |                                       |
| —                                      | 389-й дивізійний фузілерний батальйон | 389-й дивізійний фузілерний батальйон |
| 389-й дивізійний батальйон зв'язку     |                                       |                                       |
| 389-те дивізійне управління постачання |                                       |                                       |
| 389-й запасний батальйон               |                                       |                                       |

## Нагороджені дивізії
Нагороджені дивізії
Нагороджені Сертифікатом Пошани Головнокомандувача Сухопутних військ для військових формувань Вермахту за збитий літак противника
- 1 лютого 1944 (459) — II артилерійський дивізіон 389-го артилерійського полку за дії 14 грудня 1943 поблизу Михайлівка.

|  | Кавалери Нагрудного знаку ближнього бою в золоті                                                           | 1                                                    |
|  | Кавалери Золотого Німецького Хреста                                                                        | 32                                                   |
|  | Кавалери Лицарського хреста Залізного хреста з Дубовим листям                                              | 1 (№ 676 генерал-лейтенант Вальтер Гам — 09.12.1944) |
|  | Кавалери Лицарського хреста Залізного хреста                                                               | 34                                                   |
|  | Кавалери Почесної відзнаки Сухопутних військ «Почесна застібка на орденську стрічку для Сухопутних військ» | 12                                                   |

- Нагороджені Сертифікатом Пошани Головнокомандувача Сухопутних військ (2)
- Нагороджені Сертифікатом Пошани Головнокомандувача Сухопутних військ за збитий літак противника (1)